# Замък Радомисъл
Историко-културен комплекс „Замъкът Радомисъл“ (на украински: Замок Радомисль) e частен музеен комплекс, създаден в гр. Радомишъл (Житомирска област) от украинския лекар и общественик Олха Бохомолец.
Музейният комплекс съхранява единствения в Европа Музей на украинската домашна икона, чийто фонд е базиран на личната колекция от икони на Бохомолец, която тя събира от 1995 година.
Експозициите и фондовете на комплекса включват колекции от сакрално изкуство и църковна утвар, както и украински и европейски антики.
Комплексът съчетава хотел, музей, природен парк, помещения за тържествени церемонии и концертна зала.

## История на създаването
През 1902 г. в град Радомишъл е построена голяма мелница, където река Мика се влива в Папирянското езеро. Мелницата работи до 60-те години на XX век.
През 2007 г. мелницата е закупена от Олха Вадимивна Бохомолец като част от план за създаването на музея на замъка Радомисъл. По време на реконструкцията от 2007 – 2011 г. е установено, че мелницата е изградена върху останки от основи на по-стара сграда. Тъй като районът на града, където се намира сградата на мелницата, се нарича Хартиена фабрика, известната от хрониките Радомишленска фабрика за хартия е построена именно на това място между 1612 и 1615 г. по заповед на архимандритът на Киевско-Печорската лавра Елисей Плетенецки (живял от 1550 или 1554 г. до 1624 година).
В резултат на направените проучвания по време на реконструкцията и реставрацията са установен и отбранителен съоръжения към сградата, в която се е намирала фабриката за хартия. Установено е, че сградата е построена върху подземна гранитна скала, врязана дълбоко в земята.
По време на реставрацията са възпроизведени типични интериори от XVII – XIX век. През 2008 – 2009 г. кула с височина 35 м е добавена към основната сграда. На кулата е монтирана камбана.
През 2009 г. в близост до сградата на мелницата, по самото течение на река Мика, е издигнат паметник на основателя на Радомишленската хартиена фабрика Елисей Плетенецки. Това е първият паметник на този виден църковен деец в Украйна и първият паметник в страната върху водна повърхност.
Официалното откриване на историко-културен комплекс „Замъкът Радомисъл“ се състои на 30 септември 2011 година.
През август 2012 г. е представена новата Богородична зала.
През ноември същата година е открита възстановена линия за производство на хартия по технология от XVI – XVII век.
През 2013 г. в кулата на замъка е открит параклисът за икони на Богородица „Знамение върху дъгата“.
В момента историческият и културен комплекс „Замъкът Радомисл“ включва:
- Музей на украинската домашна икона;
- тържествена зала (част от музея);
- концертна зала (Каминна или Михайловска);
- трапезария;
- природен парк с два водопада, както и острови, редки растения и скулптури от XVII – XIX век;
- паметник на основателя на Радомишленската хартиена фабрика, архимандрит на Киевско-Печорската лавра Елисей Плетенецки.

От 2011 г. комплексът е част от общоевропейския културен проект Via Regia, иницииран от Съвета на Европа. Целта на проекта е насърчаване на развитието на културния обмен и туризма между европейските страни.

## Компоненти на комплекса

### Музей
Основната атракция на комплекса е Музеят на украинската домашна икона. Експозицията и фондовете му включват повече от 5 000 изображения и скулптури (православни, унийни и католически), създадени в периода XVI – XX в. в различни части на Украйна, от Закарпатието до Слобожаншчина и от Сивершчина до Крим. Колекцията включва домашни иконостаси, пътуващи икони, казашки ковчежета и хуцулски полиптиси; икони, рисувани върху платно, излети от метал и издълбани върху дърво.
Някои икони запазват следи от съветски войнствен атеизъм – простреляни с куршуми, с извадени очи, насечени със саби. Сред експонатите на музея са сандък с обезглавени икони, кепенци с разполовени образи на Иисус Христос.
Уникална каменна икона на Свети Николай Чудотворец, изработена от шистов камък, се счита за най-старата в музейната колекция. Точната ѝ възраст все още не е установена, но според различни специалисти (Институт по история към Националната академия на науките на Украйна, Музей на Волинската икона), възрастта на иконата варира между XV – XVI век (като копие на по-ранен оригинал) и края на XII век.
Експозицията на музея е изложена в пет зали. Тържествена зала служи и като място за тържествени събития. В залата се провеждат граждански бракосъчетания.
Музейните колекции на замъка Радомисъл съдържат богата колекция от предмети от древния украински бит, сред които са семейни сандъци, домакински съдове (ютии, чекръци, плетена посуда за вода), лодки еднодръвки.
Особен интерес представлява колекцията от снимки от втората половина на XIX – началото на XX век. Колекцията включва фотопортрети от работилницата на известния украински фотограф от полски произход Алфред Федецки, автор на първия ням филм, заснет на територията на Украйна.

### Концертна зала (Каминна, Михайловска)
Концертната зала на замъка Радомисъл е с капацитет от 150 места. В залата има голяма камина със скулптура на Архангел Михаил, откъдето идват и имената на залата. Височината на сводовете достига 6 метра.
В залата се провеждат концерти на класическа, вокална, камерна, народна и джаз музика.
Концертна зала на замъка Радомисъл е единствената подобна зала в света, в която тече жив извор. Водата навлиза в залата през пукнатини в скалата.

### Трапезария
Интериорът на Трапезарията съчетава черти от късното Средновековие и ранния Модернизъм. Голяма замъчна пещ с мощна тяга служи както за готвене, така и като камина.
По стените на трапезарията на замъка са окачени копия на древни западноевропейски карти от XV – XVIII в., на които са карографирани земите на Украйна, Европа и Азия.

### Природен парк
Природният парк „Замъкът Радомисъл“ е отделен природен комплекс, създаден в съответствие със съвременни екологични изисквания, с минимална човешка намеса в природната среда. Паркът е организиран около композиция от подземни гранитни скали, които на места излизат на повърхността.
На територията на парка са открити няколко подземни извора. Водата от тях е призната за годна за пиене.
Голямата част от дърветата и цветята, растящи в парка, принадлежат към редки видове флора. Някои от най-ценните растения са уникални сортове ириси, отгледани от украинския селекционер и лекар Ихор Хорош; розови и бели водни лилии, английски градински рози, магнолии, както и включения в Червената книга на Украйна вид воден орех – Trapa rossica.
В природния парк на замъка живеят различни бозайници – бобри, речни видри, норки, водни плъхове, както и птици – скорци, щъркели, кълвачи.
Територията на парка, подобно на сградата на замъка, е украсена с оригинални скулптури от XVII – XIX век.

### Паметник на Елисей Плетенецки
Скулптурата е изработена по поръчка и по идея на Олха Бохомолец от украинския скулптор Владислав Волосенко. Скулптурата изобразява монах, който навел глава, плава с лодка; отворена книга лежи пред него, а в ръката си той държи неугасваща свещ. Реката символизира течението на времето, лодката – човешкия живот, книгата – знания и житейски опит на предишните поколения, свещта – просвещение и служба на народа.

## 3D модел
В рамките на проекта „Джобна държава“ замъкът Радомисъл е сканиран със специална технология. Чрез сканирания материал е направен цялостен 3D модел на замъка.

## Скулптури
- Статуя на архімандрит Елисей Плетенецки
- Ісус - Статуя „Иисус – добрият пастир“
- Статуя на Свети Апостол Павел
- Статуя „Замислено момиче“
- Статуя „Свята“

## Връзки
- Официален сайт
- Фоторепортаж Радомишль. Замок-папірня, блогът на Олена Павлова в Gazeta.ua

|  | Тази страница частично или изцяло представлява превод на страницата „Замок Радомисль“ в Уикипедия на украински. Оригиналният текст, както и този превод, са защитени от Лиценза „Криейтив Комънс – Признание – Споделяне на споделеното“, а за съдържание, създадено преди юни 2009 година – от Лиценза за свободна документация на ГНУ. Прегледайте историята на редакциите на оригиналната страница, както и на преводната страница, за да видите списъка на съавторите. ВАЖНО: Този шаблон се отнася единствено до авторските права върху съдържанието на статията. Добавянето му не отменя изискването да се посочват конкретни източници на твърденията, които да бъдат благонадеждни. |